# Judith Collins
Judith Anne Collins (Hamilton, 24 febbraio 1959) è una politica neozelandese, leader dell'opposizione e del partito nazionale neozelandese dal 14 luglio 2020. Seconda donna leader del partito nazionale dopo Jenny Shipley, è anche membro del parlamento dal 2002.

## Biografia
Nata a Hamilton da una famiglia di produttori di latte, la minore di sei figli, la Collins ha studiato al Matamata College, all'Università di Canterbury e all'Università di Auckland. Prima di entrare in politica, la Collins ha lavorato come avvocato commerciale ed è stata presidente dell'Auckland District Law Society e vicepresidente della New Zealand Law Society. È stata avvocata per quattro diverse società dal 1981 al 1990, prima di gestire il proprio studio per un decennio. È stata direttrice di Housing New Zealand dal 1999 al 2001 e ha lavorato come consulente speciale per Minter Ellison Rudd Watts dal 2000 al 2002, prima di entrare nel parlamento neozelandese alle elezioni del 2002.

## Vita privata
È sposata con David Wonh-Tung, un sino-samoano conosciuto all'università. Allora era un agente di polizia ed era emigrato dalle Samoa da bambino. Hanno un figlio.